# Heinz Lindner (Sportfunktionär)
Heinrich Heinz Lindner (* 15. Januar 1904 in Darmstadt; † 18. März 1982 in Malchen) war ein deutscher Leichtathlet, Verwaltungsbeamter und Sportfunktionär.

## Leben
Nach dem Abitur 1922 an der Liebigs-Oberrealschule (heute Justus-Liebig-Schule) in Darmstadt machte er eine Banklehre beim Bankhaus Nauheim & Co., ehe er von 1926 bis 1931 an der Johann Wolfgang Goethe-Universität Frankfurt am Main Volkswirtschaft studierte. Nach Jahren der Arbeitslosigkeit war er ab Oktober 1933 als Referent beim Oberfinanzpräsidium in der Devisen-Abteilung in Darmstadt tätig und wurde 1942 nach Berlin ins Reichswirtschaftsministerium als Referent für den Devisen- und Warenverkehr mit der Schweiz versetzt. Von 1943 bis 1945 leistete er Wehrdienst. Hierbei wurde er Ende 1944 schwer verwundet und musste fortan links eine Augenprothese tragen. Ab dem 1. August 1945 wurde er beim Regierungsbezirk Darmstadt als Regierungsrat beschäftigt. Von Januar 1946 an war er stellvertretender Landrat im Landkreis Bergstraße. Nach der Amtszeit kehrte er 1956 als Regierungsdirektor (ab 1966 Leitender Regierungsdirektor) zur Bezirksregierung zurück, wo er 1968 in den Ruhestand trat.
Von 1919 bis 1932 war Lindner beim SV Darmstadt 98 als Leichtathlet aktiv. Von 1929 an war er zusätzlich Sportwart des Sportkreises Bergstraße. Im April 1933 und danach versuchte Lindner, den Wehrsport im Verein einzuführen ("Wehrsportler an die Front!", Vereins-Nachrichten April 1933), konnte sein Vorhaben allerdings nie realisieren. Von 1935 an war er Jugendleiter beim SV Darmstadt 98 und Funktionär für die sportliche Jugendarbeit im Gau und Kreis. Später war er zudem Übungsleiter der Leichtathleten und Konditionstrainer der Fußballer. Für die Olympischen Spiele 1936 in Berlin saß Lindner im internationalen Zeitnehmergericht. Ende 1937 wurde er auf Drängen des Gauleiters Jakob Sprenger von seinen ehrenamtlichen sportlichen Ämtern entfernt, war jedoch ab August 1939 bis September 1942 wieder als Fachwirt für Leichtathletik des NSRL (Nationalsozialistischer Reichsbund für Leibesübungen) und der Hitlerjugend im Gau tätig. Von 1939 an war er der kommissarische Leiter des SV Darmstadt 98, da der Vereinsleiter Dr. Karl Grünewald zur Wehrmacht eingezogen worden war. 
1946 erhielt er von der amerikanischen Militärverwaltung den Auftrag zu einer hessenweiten Sportkonferenz einzuladen. Diese gründete am 1. Juni 1946 den Landessportbund Hessen und wählte ihn zum Präsidenten, ein Amt, das er 24 Jahre lang innehatte. Von 1948 bis 1950 war er Vorsitzender der Arbeitsgemeinschaft Deutscher Sport, dem Vorläufer des Deutschen Sportbundes. Da er andere Vorstellungen für den neuen Deutschen Sportbund hatte, wurde er jedoch zunächst nur als Beisitzer gewählt, von 1954 bis 1970 war er jedoch Vizepräsident des Deutschen Sportbundes und war maßgeblich an der Reorganisation nach 1968 beteiligt, wodurch der Darmstädter Helmut Meyer der Leitende Direktor des Bundesausschusses Leistungssport wurde und eine beamtenrechtliche Stellung als beurlaubter Beamter des Regierungspräsidiums in Darmstadt erhielt.

## Ehrungen
- 1956 Verdienstkreuz 1. Klasse
- 1970 Ehrenpräsident des Deutschen Sportbundes
- 1970 Ehrenpräsident des Landessportbundes Hessen
- 1983 Der LSB Hessen vergibt jährlich den Heinz-Lindner-Preis für Sportentwicklung